# Pseudothonalmus woodleyi
Pseudothonalmus woodleyi är en skalbaggsart som beskrevs av Lingafelter, Micheli, Guerrero, Micheli och Pablo C. Guerrero 2004. Pseudothonalmus woodleyi ingår i släktet Pseudothonalmus och familjen långhorningar. Inga underarter finns listade i Catalogue of Life.